# 吳桂丹
吴桂丹（1855年—1902年），字万程，号秋舫，广东高要县广利镇水坑乡（今鼎湖区桂城街道水坑村）人。晚清官员。

## 生平
光绪五年（1879年）举人，光绪十五年（1889年）中己丑科进士，同年五月，改翰林院庶吉士。光緒十六年四月，散館，由二甲庶吉士升補翰林院編修，记名御史。光绪二十八年（1902年）在北京病卒，由长子远基扶柩回籍，葬于宋隆岭脚村虎山之原。2012年广东省第四次全国文物普查期间，发现其墓仍然保存完好。

## 家族
- 長子吳遠基。
- 次子吳國基：
  - 孙吳大猷，著名物理学家。